# Escales del carrer Castaños
Les Escales del carrer Castaños és una obra de Tarragona protegida com a Bé Cultural d'Interès Local.

## Descripció
Escales que comuniquen el carrer Castaños amb el carrer Zamenhof. Salven el desnivell que existeix entre la part baixa de la ciutat amb la resta de nucli urbà.